# Langendreerbach
Der Langendreerbach ist der rechte Quellbach des Oelbachs im Bochumer Stadtteil Langendreer. 

## Verlauf
Der Langendreerbach entspringt nahe dem Weg Heimelsberg. 
Er fließt zunächst nach Norden und unterquert die Oberstraße und knickt dann nach Westen ab. Im weiteren Verlauf ist der Bach zu großen Teilen verrohrt und erscheint erst wieder nördlich der Unterstraße, unmittelbar westlich eines Sportplatzes an der Oberfläche. 
Südlich des Ümminger Sees fließt er mit dem Harpener Bach zum Oelbach zusammen.